# Фофана, Адама (футболист, 1999)
Адама́ Фофана́ (фр. Adama Fofana; род. 11 октября 1999, Манконо, Вороба) — ивуарийский футболист, защитник шведского клуба «Варберг».

## Клубная карьера
Воспитанник ганского отделения академии «Райт ту Дрим». В марте 2018 года перебрался в Швецию, став игроком «Варберга», выступавшем в Суперэттане. 16 апреля дебютировал за клуб в домашней игре с «Йёнчёпингс Сёдра». Фофана появился на поле в середине второго тайма вместо Перпарима Бекаджа. 29 апреля в матче с «Фреем» забил свой первый мяч в карьере, поразив ворота соперника на 44-й минуте.
По результатам сезона 2019 «Варберг» занял второе место в турнирной таблице и впервые в своей истории завоевал право участвовать в высшем дивизионе Швеции. 15 июня 2020 года в первом туре нового чемпионата Фофана дебютировал в Аллсвенскане, выйдя на замену на 79-й минуте выездной встречи с «Хельсингборгом» вместо Даниэля Крежича.

## Клубная статистика
| Выступление      | Выступление      | Выступление      | Лига | Лига | Кубки | Кубки | Конт.кубки | Конт.кубки | Итого | Итого |
| Клуб             | Лига             | Сезон            | Игры | Голы | Игры  | Голы  | Игры       | Голы       | Игры  | Голы  |
| ---------------- | ---------------- | ---------------- | ---- | ---- | ----- | ----- | ---------- | ---------- | ----- | ----- |
| Варберг          | Суперэттан       | 2018             | 23   | 1    | 2     | 1     | 0          | 0          | 25    | 2     |
| Варберг          | Суперэттан       | 2019             | 9    | 2    | 0     | 0     | 0          | 0          | 9     | 2     |
| Варберг          | Аллсвенскан      | 2020             | 29   | 1    | 3     | 0     | 0          | 0          | 32    | 1     |
| Варберг          | Аллсвенскан      | 2021             | 0    | 0    | 0     | 0     | 0          | 0          | 0     | 0     |
| Варберг          | Итого            | Итого            | 61   | 4    | 5     | 1     | 0          | 0          | 66    | 5     |
| Всего за карьеру | Всего за карьеру | Всего за карьеру | 61   | 4    | 5     | 1     | 0          | 0          | 66    | 5     |